# پیتر ار د فریس
پیتر رودُلف دِ فریس (به هلندی: Peter R De Vries) (زاده ۱۴ نوامبر ۱۹۵۶ در آلسمیر – درگذشته ۱۵ ژوئیهٔ ۲۰۲۱ در آمستردام) روزنامه‌نگار افشاگر هلندی بود که با شلیک گلوله به سرش در آمستردام کشته شد. او روی شمار زیادی از پرونده‌های جنایی، قاچاق، و تبهکاری، مواد مخدر، از جمله ربودن صاحب کارخانجات آبجوسازی هینیکن کار کرده بود.

## کار روزنامه‌نگاری
پیتر د فریس در زادگاهش، شهر آلسمیر و همچنین آمستردام تحصیل کرد. از سال ۱۹۷۸ کار رسانه‌ای خود را در روزنامه هلندی تلخراف آغاز کرد. او در سال ۱۹۸۷ از این روزنامه استعفا داد و نشریه خود به نام آکتوئل (به هلندی: Aktueel) را بنیان نهاد. از آن زمان به‌طور جدی روی پی‌گیری پرونده‌هایی جنایی متمرکز شد و به مشهورترین گزارشگر هلندی در این زمینه بدل شد. او در حل شماری از پرونده‌های مهم به پلیس کمک کرده و بررسی‌های گسترده‌ای دربارهٔ پرونده‌های حل نشده قدیمی به ویژه در مورد کودکان و نوجوانان انجام داد.
پیتر د فریس در طول زندگی حرفه‌ای خود بارها تهدید به مرگ شده بود. او بارها به عنوان سخنگوی شاهدان در جریان تحقیقات پلیس یا محاکمات قضایی حضور داشته‌است.
پیتر د فریس برای اجرای یک برنامه تلویزیونی مربوط به ماجرای ناپدید شدن ناتالی هالووی، نوجوان آمریکایی در جزیره آروبا در دریای کارائیب در سال ۲۰۰۵ جایزه امی را از آن خود کرد.

## ترور
پیتر د فریس هنگام خروج از یک استودیوی تلویزیونی در مرکز آمستردام که با شلیک پنج گلوله کشته شد. پس از شلیک به د فریس او ۹ روز در بیمارستان در کما بود و سرانجام در ۱۵ ژوئیه ۲۰۲۱ درگذشت. در رابطه با شلیک به د فریس یک شهروند لهستانی و یک شهروند هلندی در بازداشت به سر می‌برند که یکی از آنها با باند تبهکار مراکشی-هلندی رضوان التاغی در ارتباط است.

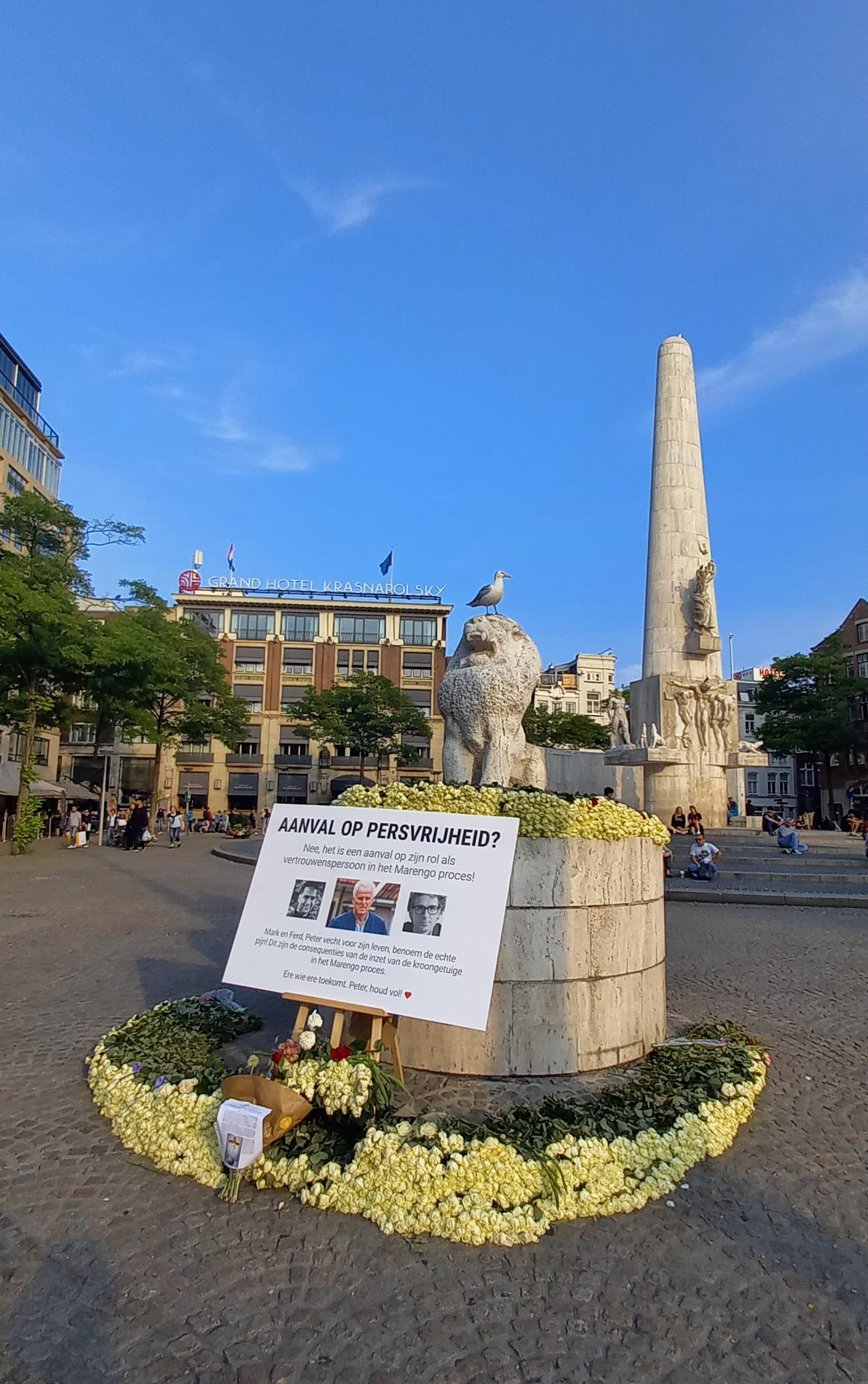
نماد پشتیبانی مردم از د فریس در میدان دام، آمستردام

## واکنش‌ها به مرگ د فریس
این رخداد با واکنش شدید افکار عمومی در هلند روبرو شد و بسیاری از مردم با قرار دادن گل در میدان دام و همچنین محل حمله در آمستردام همبستگی خود را با او نشان دادند.
در پی مرگ د فریس در بیمارستان همه روزنامه‌های هلندی تیتر نخست صفحه یک خود را به او اختصاص دادند. پادشاه هلند، ویلم-الکساندر، با اعلام ناراحتی شدید از درگذشت دِ فریس، او را یک روزنامه‌نگار منحصربفرد خواند.
اورزولا فون در لاین، رئیس کمیسیون اروپا با اعلام تاسف عمیق از این حادثه گفت از روزنامه‌نگارانی مانند د فریس باید محافظت بیشتری به عمل آید زیرا آنها برای دموکراسی نقش حیاتی دارند.

## زندگی شخصی
از د فریس دو فرزند به یادگار مانده‌است.